# یواس‌اس اس-۱۸ (اس‌اس-۱۲۳)
یواس‌اس اس-۱۸ (اس‌اس-۱۲۳) (به انگلیسی: USS S-18 (SS-123)) یک زیردریایی بود که طول آن ۲۱۹ فوت ۳ اینچ (۶۶٫۸۳ متر) بود. این زیردریایی در سال ۱۹۲۰ توسّط آمریکایی‌ها ساخته شد.
این زیردریایی که در سال ۱۹۲۰ ساخته شد یکی از موفق‌ترین و موثّرترین زیردریایی‌ها در طول جنگ جهانی دوّم بود و موفقیت‌های زیادی در جنگ‌های مختلف به دست آورد.